# Toponymie des Pyrénées-Orientales
La toponymie des Pyrénées-Orientales est l'ensemble des noms de lieux situés dans le département français des Pyrénées-Orientales.
Le département est formé en 1790 à partir de la région du Fenouillèdes, de langue occitane, et de la province du Roussillon, catalanophone. Ces deux langues influent fortement les toponymes dans leurs zones d'influence respectives, même si certains d'entre eux ont été francisés.

## Chronologie
Lluís Basseda (mort en 1981), dans son ouvrage posthume de 1990, distingue cinq périodes pour la toponyme des Pyrénées-Orientales : l'étape pré-latine, l'étape latine, l'étape romane, l'étape catalane et l'étape française. Depuis 1983, une nouvelle étape, fruit d'un partenariat entre l'université de Perpignan et l'IGN, consiste à rendre aux toponymes de l'aire catalane une graphie catalane correcte.